# Calodipoena incredula
Calodipoena incredula là một loài nhện trong họ Mysmenidae.
Loài này thuộc chi Calodipoena. Calodipoena incredula được Willis J. Gertsch & Davis miêu tả năm 1936.